# Pfatterer Rübe
Die Pfatterer Rübe sind eine besondere Form der  Speiserübe. Sie sind benannt nach der Gemeinde  Pfatter in Bayern, in deren Umland sie angebaut wurden. Ältere Bezeichnungen sind: Pfetter Rüben, Pfäter Rüben, Pfäder Rüben.  Sie ist ein Abkömmling des Rübsens (Brassica rapa) und eng verwandt mit der Mairübe, der Bayerischen Rübe, dem Teltower Rübchen und der Herbstrübe.

## Beschreibung
Die Pfatterer Rübe ist wie die Bayerische Rübe und das Teltower Rübchen die Rübenform des Rübsens (Brassica rapa subsp. rapa) und eng verwandt mit der Herbst-, Wasser-, Halm- oder Stoppelrübe. Die Samen sind wie bei anderen Brassica-Arten rund und rötlichbraun bis schwarz. Die Blüten sind gelb, ähnlich denen des Rübsens, die Blätter stark geteilt. Sie hat eine weiße Rübenhaut und ein weißes, festes, beim Kochen nicht zerfallendes Rübenfleisch, das würzig schmeckt.

## Geschichte
Die früheste Erwähnung findet die Pfatterer Rübe um das Jahr 1500 von Ladislaus Sunthaym, dem Hofhistoriografen Kaiser Maximilian I., in seinem Werk „Das Donauthal“. „Pfäter, ain gros dorf, da wachsen gut rüben, genannt Pfäterer rüben.“ (Pfatter, ein großes Dorf, dort wachsen gute Rüben, genannt Pfatterer Rüben.)  Noch bis Ende des 19. Jahrhunderts durfte in keinem Kochbuch ein Rezept mit dieser Rübe fehlen. So auch im Vollständiges Nürnbergisches Kochbuch von 1691. In jüngster Zeit wurde sie wiederentdeckt und von Haseloff durch eine Diplomarbeit untersucht.

## Anbau und Ernte
Die Pfatterer Rüben können sowohl in die Brach- als auch in die Stoppel-Felder gebaut werden. Die besten und schmackhaftesten Pfatterer Rüben erhält man aber auf den Stoppelfeldern. Sie lieben einen sandigen Boden, der ihnen den besonderen Geschmack gibt. Wenn das Wintergetreide abgeerntet ist, wird das Feld wie zur Getreidesaat bearbeitet. Hierauf wird der Samen mit drei Fingern ausgesät und dann leicht eingearbeitet. Innerhalb von 8 bis 10 Tagen geht der Samen auf. Die Rübe bedarf während des Wachsens keinerlei Pflege. Ab Ende Oktober  können die Rüben mit Hilfe eines sogenannten Rübenstechers geerntet werden. Man soll dabei so viel Erde wie möglich an den Rüben belassen, dadurch ist die Lagerung über den Winter einfacher. Heute wird die Pfatterer Rübe nur noch von einem einzigen Landwirt aus Pfatter angebaut.

## Verwendung
Verwendet wird nur die Rübe. In der klassischen Zubereitung werden sie gedünstet und zu gekochtem Schweinefleisch gegessen.